# Ян Юй (футболист)
Не путать с китайской пловчихой Ян Юй

Ян Юй (кит. упр. 杨宇, пиньинь Yáng Yǔ; 18 апреля, 1985, Шэньян, Ляонин) — китайский футболист, полузащитник. С 2006 года выступает в клубе «ФК Ляонин».

## Карьера

### Клубная карьера
Ян Юй начинал карьеру в молодёжном составе «ФК Ляонин». В основе дебютировал 12 сентября 2006 года в игре против «Далянь Шидэ», выйдя на замену в концовке. Матч закончился победой «Ляонина» со счётом 2-1. После нескольких матчей за основу не стал постоянным игроком и долгое время не мог отличиться. Дебютный мяч провел 11 августа 2007 года в матче против «Шаньдун Лунэн», а его команда вновь победила со счётом 2-1. По итогам 2008 года «Ляонин» покинул Суперлигу, а игрок получил возможность играть больше, однако только во втором круге. В итоге Ян Юй стал игроком основы, а «Ляонин» уже на следующий год вернулся в высший дивизион.

## Клубная статистика
Последнее обновление: 23 января 2013
| Год   | Команда      | Страна | Дивизион | Матчи | Мячи |
| ----- | ------------ | ------ | -------- | ----- | ---- |
| 2006  | ФК Ляонин    | Китай  | 1        | 1     | 0    |
| 2007  | ФК Ляонин    | Китай  | 1        | 14    | 2    |
| 2008  | Ляонин Хувин | Китай  | 1        | 8     | 0    |
| 2009  | Ляонин Хувин | Китай  | 2        | 16    | 1    |
| 2010  | Ляонин Хувин | Китай  | 1        | 24    | 2    |
| 2011  | Ляонин Хувин | Китай  | 1        | 21    | 0    |
| 2012  | Ляонин Хувин | Китай  | 1        | 24    | 0    |
| 2013  | Ляонин Хувин | Китай  | 1        | 15    | 0    |
| Всего | Всего        | Всего  | Всего    | 124   | 5    |

## Достижения
«Ляонин Хувин»
- Победитель Первой лиги : 2009